# Kappa (Rakete)

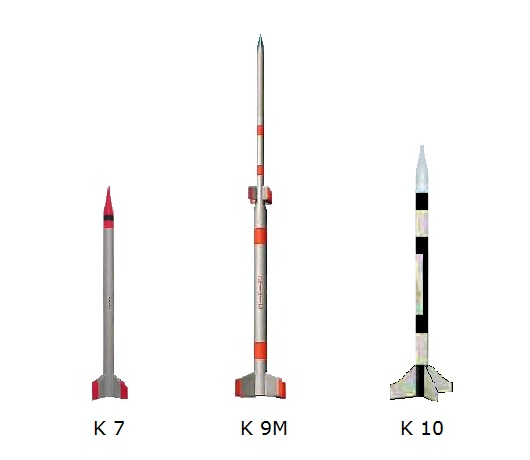
Kappa-Raketen

Kappa ist die Bezeichnung einer Reihe japanischer Höhenforschungsraketen, die ab 1956 gebaut wurden.
Die meisten Starts erfolgten vom Akita Rocket Testing Center und ab 1962 vom Uchinoura Space Center. Im Juni 1961 wurde eine Kappa 4 von Obachi gestartet. Im August 1965 erfolgten drei Starts vom Lapan Space Center in Indonesien.

## Technische Daten
| Typ       | Stufen | Nutzlast (kg) | Gipfelhöhe (km) | Startschub (kN) | Durchmesser (m) | Länge (m) | Masse (kg) | Einsatzzeit         | Anzahl Starts     |
| --------- | ------ | ------------- | --------------- | --------------- | --------------- | --------- | ---------- | ------------------- | ----------------- |
| Kappa 1   | 1      |               | 5               | 10              | 0,13            | 2,70      |            | 1956                | 7                 |
| Kappa 2   | 1      |               | 40              | 10              | 0,22            | 5,00      | 300        | 1957                | 1                 |
| Kappa 3   | 2      |               | 30              |                 | 0,22            | 5,00      |            | Mai–Juli 1957       | 3                 |
| Kappa 4   | 2      |               | 105             | 105             | 0,33            | 5,90      |            | 1957–1961           | 3                 |
| Kappa 5   | 2      |               | 15              |                 | 0,33            | 5,90      |            | April/Mai 1958      | 2                 |
| Kappa 6   | 2      | 20            | 70              | 19              | 0,25            | 5,61      | 270        | 1958–1960           | 18 (2 Fehlstarts) |
| Kappa 7   | 1      |               | 53              | 110             | 0,42            | 8,70      |            | 1959                | 1                 |
| Kappa 8   | 2      | 50            | 160             |                 | 0,42            | 10,90     | 1500       | 1960–1970           | 20                |
| Kappa 8L  | 2      | 25            | 173             |                 | 0,25            | 7,30      | 350        | 1962–1966           | 12                |
| Kappa 9L  | 3      | 15            | 350             |                 | 0,42            | 12,50     | 1550       | April/Dezember 1962 | 2                 |
| Kappa 9M  | 2      | 50            | 350             |                 | 0,42            | 11,10     | 1500       | 1962–1988           | 80                |
| Kappa 10  | 2–3    |               | 350             |                 | 0,42            | 9,80      | 1800       | 1965–1980           | 15                |
| Kappa 10C | 2      |               | 300             |                 | 0,42            | 10,00     |            | 1969–1970           | 3                 |
| Kappa 10S | 3      |               | 742             |                 | 0,42            | 10,00     |            | 1965–1965           | 1                 |